# Ruotinsaari (ö i Norra Karelen, Pielisen Karjala)
Ruotinsaari är en ö i Finland. Den ligger i sjön Haapajärvi och i kommunen Valtimo i den ekonomiska regionen  Pielinen-Karelen  och landskapet Norra Karelen, i den centrala delen av landet, 400 km nordost om huvudstaden Helsingfors. Öns area är 16,6 hektar och dess största längd är 0,8 kilometer i sydöst-nordvästlig riktning.